# Aspidogaster indica
Aspidogaster indica är en plattmaskart som beskrevs av Dayal, Ram 1915. Aspidogaster indica ingår i släktet Aspidogaster och familjen Aspidogastridae. Inga underarter finns listade i Catalogue of Life.